# Börner-Quartett
Das Börner-Quartett war ein Streichquartett aus Erfurt. 
Das Ensemble wurde Anfang der 1970er Jahre von Margit Börner, Konzertmeisterin an den Städtischen Bühnen Erfurt, gegründet. Zu seinem Repertoire zählten Werke der klassischen Musikliteratur ebenso wie moderne, zeitgenössische Werke. 
Das Quartett erspielte sich bis zu seiner Auflösung Anfang der 1990er Jahre einen festen Platz in der Erfurter Kammermusikszene und darüber hinaus.

## Auszeichnungen
- Kulturpreis der Stadt Erfurt 1987